# Hydractinia pacifica
Hydractinia pacifica is een hydroïdpoliep uit de familie Hydractiniidae. De poliep komt uit het geslacht Hydractinia. Hydractinia pacifica werd in 1905 voor het eerst wetenschappelijk beschreven door Hartlaub. 